# Suc de Sara
Le suc de Sara est un sommet d'origine volcanique culminant à 1 521 m d'altitude. Il possède une forme de piton (suc).

## Géographie

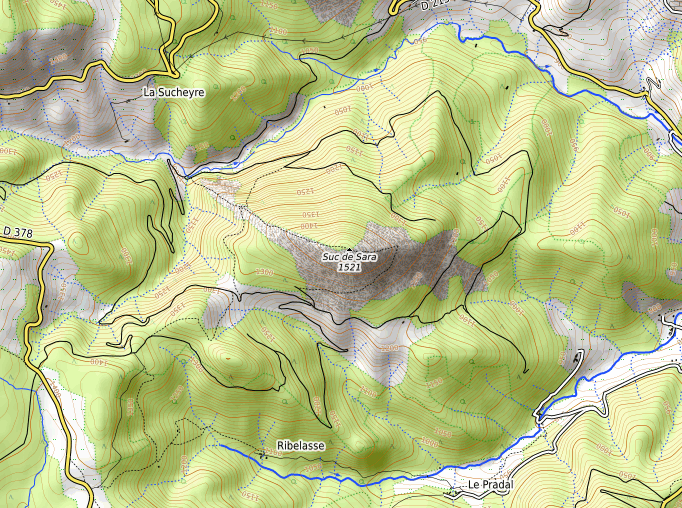
Carte topographique.

### Situation
Le suc de Sara est situé dans le massif du Mézenc au sein du Massif central. Il s'élève à la limite des communes de Borée et de Saint-Martial, dans le département de l'Ardèche.
L'Eysse contourne le suc de Sara par le nord.

### Géologie
Le suc de Sara est le résultat d'un volcanisme souterrain. On ne voit pas de dôme ni de coulée de lave. On ne distingue que des fragments d'anneaux concentriques pouvant être mis en rapport avec l'existence d'une chambre magmatique, il y a 6 à 8 millions d'années.
Il est composé de phonolites déficitaires en silice. Il contient surtout de la néphéline.
L'explication proposée pour la formation du suc serait la succession de quatre étapes :
1. montée lente du magma basaltique le long de failles dans le socle granitique hercynien. Cette lenteur a entraîné une « différenciation magmatique » : le basalte s'est transformé en une phonolite plus riche en feldspathoïdes, ou phonolite à néphéline ;
2. effondrement du toit du réservoir magmatique, entraînant la disparition du compartiment central du socle granitique ;
3. remontée magmatique par des failles donnant une structure approximativement annulaire. Cette remontée de basalte n'a probablement pas atteint la surface ;
4. érosion de la surface faisant apparaître un relief en forme de croissant d'un diamètre de 2 500 m, de 150 m d'épaisseur, un dyke annulaire (ring-dyke). L'érosion due à l'Eysse qui coule au nord a fait apparaître la structure du volcanisme et les roches ayant un faciès particulier de phonolite, la tinguaïte[4]. Ce type de roche est une microsyénite néphélinique, roche hypovolcanique microgrenue de bordure de filon ayant subi le refroidissement lent de l'hypovolcan[5].

On peut voir à proximité :
- à l'ouest du suc de Sara, le rocher des Pradoux (1 440 m), d'une structure microlitique différente du suc de Sara. C'est un dôme de phonolite porphyrique à grands cristaux d’anorthose ;
- au nord, le suc de Touron (1 381 m), formé de roche à phonolite bleue.